# 六月的茉莉夢
《六月的茉莉夢》是台灣歌手蘇慧倫的第五張大碟，在1993年6月10日推出，是她與朱雀文化簽約期間最後一張大碟。專輯第一主打歌是《我一個人住》，第二主打歌則為《台北玫瑰》。

## 曲目
| 曲序 | 曲名               | 曲     | 詞     | 編曲          | 附註                                  |
| 01   | 我一個人住         | 李宗盛 | 陳家麗 |               | 第一主打歌 粵語版為《我不是一個人住》 |
| 02   | 我們總是這樣       |        | 陳家麗 | 屠穎          |                                       |
| 03   | 放你的心走開       | 林國榮 | 厲曼婷 | 屠穎          |                                       |
| 04   | 兩顆寂寞的心       | 許卿耀 | 向月娥 | 鄧志明        |                                       |
| 05   | 終究不能瞭解我     |        | 向月娥 | 徐德昌 鍾興民 |                                       |
| 06   | 六月的茉莉夢       |        | 陳家麗 | 江建民 洪敬堯 |                                       |
| 07   | 台北玫瑰           | 陳家麗 | 陳家麗 | 屠穎          | 第二主打歌 粵語版為《失戀娃娃》       |
| 08   | 溫柔傻事           | 林明陽 | 王紫微 | 林明陽        |                                       |
| 09   | 其實你懂           | 周傳雄 | 孫維君 | 徐德昌 鍾興民 |                                       |
| 10   | 相愛吧，河水和月光 | 蘇慧倫 | 陳家麗 |               | 粵語版為《多情種籽》                  |

## 唱片版本
- CD版
- 錄音帶版